# 横浜市立長津田小学校
横浜市立長津田小学校（よこはましりつ ながつたしょうがっこう）は、神奈川県横浜市緑区にある公立小学校。略称は長小（ながしょう）。

## 沿革

### 前身
- 1873年（明治6年）6月25日 - 学制発布により、紅林塾を「第一大学区九中学区第二十九番小学壮行学舎」に移行（開校）[2]。
- 1875年（明治8年）6月29日 - 「長津田学校」に改称[2]。
- 1876年（明治9年）12月18日 - 「公立長津田学校」に改称[2]。
- 1888年（明治21年）4月25日 - 町村制施行に伴い、「村立小学校長津田学校」に改称[2]。
- 1890年（明治23年） - 前年の村合併で田奈村となり、「尋常第二田奈小学校」に改称[2]。
- 1900年（明治33年） - 「田奈村立尋常田奈第二小学校」に改称[3]。
- 1920年（大正9年）4月1日 - 一町村一校に則り、村内の2校と統合し、「尋常高等田奈小学校第一分教場」に移行[2]。
- 1939年（昭和14年）4月1日 - 「横浜市田奈尋常高等小学校第一分教場」に改称[2]。
- 1941年（昭和16年）4月 - 国民学校令施行に伴い、「横浜市田奈国民学校第一分教場」に改称[3]。

### 現行
- 1945年（昭和20年）11月1日 - 「横浜市長津田国民学校」として独立[2]。
- 1947年（昭和22年）4月1日 - 学校教育法施行に伴い、「横浜市立長津田小学校」に改称[2]。
- 1956年（昭和31年）
  - 5月15日 - 校章を制定[2]。
  - 9月1日 - 長津田町2230番地に分校を開設[2]。
- 1962年（昭和37年）4月1日 - 長津田町2230番地の分校を本校にし、従前の本校を分校に移行[2]。
- 1966年（昭和41年）12月10日 - 講堂兼体育館を落成[2]。
- 1970年（昭和45年）11月1日 - 校歌を制定[2]。
- 1972年（昭和47年）2月 - 新校舎A棟を落成[2]。
- 1974年（昭和49年）8月31日 - 新校舎B棟を落成[2]。
- 1976年（昭和51年）3月31日 - 分校を長津田第二小学校として独立[2]。
- 1983年（昭和58年）3月28日 - プール棟を落成[2]。
- 1984年（昭和59年）3月 - 校庭を拡張[2]。
- 1990年（平成2年）10月 - 野草園（学校園）を設置[2]。
- 1993年（平成5年）4月1日 - いぶき野小学校を分離開校[2]。
- 2008年（平成20年）3月 - 校舎B棟と体育館を改修[2]。
- 2021年（令和3年） - 新校舎（C棟）を落成[1][3]。

## 教育目標
- 自ら学び たくましく 心豊かな子[4]

## 学区
- 横浜市緑区
  - 長津田町1291番地 - 1304番地、1313番地 - 1317番地、1343番地 - 1349番地、1361番地 - 1372番地、1377番地 - 2105番地、2297番地 - 2367番地、2372番地 - 2375番地、2394番地、2395番地、2401番地 - 2403番地、2437番地の1、2666番地 - 3235番地、3303番地、3828番地
  - 長津田5丁目1番 - 9番、10番5号 - 10番13号
  - 長津田6丁目1番 - 18番、19番12号 - 19番19号、20番1号 - 20番13号、20番22号 - 20番38号
  - 長津田7丁目
  - 長津田みなみ台1丁目 - 3丁目